# Peter Venkman
Peter Venkman, Ph.D. is een fictieve wetenschapper uit de Ghostbusters-franchise. Hij is een van de vier leden van het Ghostbustersteam. Hij werd in de films Ghostbusters, Ghostbusters II en Ghostbusters: Afterlife gespeeld door Bill Murray. Lorenzo Music sprak zijn stem in voor de animatieserie The Real Ghostbusters. Hij had een gastrol in de serie Extreme Ghostbusters.

## Personage
Venkman is geboren in Brooklyn, New York. Hij is net als drie van zijn collega's een dokter in parapsychologie en heeft een PhD in psychologie.
In de films wordt hij gekarakteriseerd door zijn oneerbiedige persoonlijkheid, zijn lusteloze benadering van zijn beroep en zijn constante pogingen vrouwen te versieren. Van de drie dokters in het team geeft hij het minst om de academische een wetenschappelijke kant van hun werk. Hij bezit echter meer straatkennis dan Raymond Stantz en Egon Spengler.
Venkman dient vaak als leider en aanspreekpunt van de groep. Hij maakt zijn gebrek aan wetenschappelijke interesse goed met feit dat hij meer sociale vaardigheden heeft dan zijn collega’s. Derhalve dient hij als link tussen het team en de realiteit.

## Ghostbusters I,II,AfterlifeenFrozen Empire
In de twee films is Venkman het meest sceptische lid van het team als het aankomt op paranormale activiteit. Hij is de vrolijke noot van zijn team. Zijn vlotte praatjes waarmee hij het team aan probeert te prijzen bij potentiële klanten komen in de climax van de eerste film goed van pas, wanneer hij de burgemeester ervan overtuigt dat alleen de Ghostbusters de god Gozer kunnen stoppen.
In beide films heeft Venkman een oogje op Dana Barrett, maar tot een echte relatie komt het nooit.
In Afterlife komt Venkman na een lange tijd weer samen met Zeddemore en Stanz en neemt het samen met mede-Ghostbusters en de kleinkinderen van oud-Ghostbuster Egon Spengler en Egon Spengler zelf (als geest) op tegen Gozer. 
In Frozen Empire helpt Venkman met de zoektocht van de Firemaster, om zo de geest van Garraka te verslaan.

## The Real Ghostbusters
In The Real Ghostbusters is Venkmans zwak voor vrouwen wat minder sterk aanwezig, maar hij behoudt zijn droge en sarcastische persoonlijkheid. Hoewel hij in de serie officieel niet de leider is van het team, komt hij wel het dichtst in de buurt van die titel. Derhalve maakt hij vaak de beslissingen of het team een zaak aanneemt of niet. Hij heeft in de serie een haat-liefdeverhouding met Slimer.
In de serie komt meer over Venkmans verleden naar voren. Zijn vader is een oplichter die er nooit in slaagde eerlijk zijn brood te verdienen en altijd afwezig was met Kerstmis. Venkmans favoriete hobby is modeltreintjes.

## Extreme Ghostbusters
Venkman heeft in de serie Extreme Ghostbusters een gastrol in de dubbele aflevering “Back in the Saddle”, waarin de oude en nieuwe Ghostbusters samen een kolossaal monster bevechten.